# La Capèla de Biront
La Capèla Biron (en francès Lacapelle-Biron) és un municipi francès situat al departament d'Òlt i Garona i a la regió de la Nova Aquitània.

## Demografia
| 1962                                       | 1968 | 1975 | 1982 | 1990 | 1999 | 2007 | 2017 |
| ------------------------------------------ | ---- | ---- | ---- | ---- | ---- | ---- | ---- |
| 385                                        | 396  | 369  | 382  | 433  | 429  | 443  | 423  |
| Des de 1962: població sense dobles comptes |      |      |      |      |      |      |      |

## Administració
| Període | Identitat            | Partit |
| ------- | -------------------- | ------ |
| 1988-   | Christian Saint-Béat |        |

## Personatges il·lustres
- Bernard Palissy